# Graptopetalum
A Graptopetalum a kőtörőfű-virágúak (Saxifragales) rendjébe, ezen belül a varjúhájfélék (Crassulaceae) családjába és a fáskövirózsa-formák (Sempervivoideae) alcsaládjába tartozó nemzetség.

## Előfordulásuk
A Graptopetalum-fajok eredeti előfordulási területe az Amerikai Egyesült Államokbeli Arizona és Új-Mexikó, valamint Mexikó legnagyobb részén van. Az ember sikeresen betelepítette Portugáliába és az ausztráliai Queenslandba.

## Rendszerezés

### Alnemzetségek, fajsorok és alfajsorok
Az alábbi fajokat a következő alnemzetségekbe, fajsorokba és alfajsorokba sorolják be:
- Graptopetalum subg. Glassia V.V.Byalt
- Graptopetalum subg. Graptopetalum Rose
  - Graptopetalum sect. Byrnesia (Rose) Moran
    - Graptopetalum ser. Fruticosa V.V.Byalt
    - Graptopetalum ser. Pachyphylla V.V.Byalt
    - Graptopetalum ser. Paraguayensia V.V.Byalt

  - Graptopetalum sect. Graptopetalum Rose
    - Graptopetalum ser. Filifera V.V.Byalt
    - Graptopetalum ser. Graptopetalum Rose
    - Graptopetalum ser. Marginata V.V.Byalt
    - Graptopetalum ser. Stolonifera V.V.Byalt

### Fajok
A nemzetségbe az alábbi 17 faj tartozik:
- Graptopetalum amethystinum (Rose) E.Walther
- Graptopetalum bartramii Rose
- Graptopetalum bellum (Moran & J.Meyrán) D.R.Hunt
- Graptopetalum bernalense (Kimnach & R.C.Moran) V.V.Byalt
- Graptopetalum filiferum (S.Watson) Whitehead
- Graptopetalum fruticosum Moran
- Graptopetalum glassii Acev.-Rosas & Cházaro
- Graptopetalum grande Alexander
- Graptopetalum macdougallii Alexander
- Graptopetalum marginatum Kimnach & Moran
- Graptopetalum pachyphyllum Rose
- Graptopetalum paraguayense (N.E.Br.) E.Walther
- Graptopetalum pentandrum Moran
- Graptopetalum pusillum Rose - típusfaj
- Graptopetalum rusbyi (Greene) Rose
- Graptopetalum saxifragoides Kimnach
- Graptopetalum superbum (Kimnach) Acev.-Rosas